# Jo Lernout
Jozef Albert (Jo) Lernout (Zwevegem, 27 april 1948) is een Vlaams ondernemer, bekend van het door hem opgerichte spraaktechnologiebedrijf Lernout & Hauspie dat in 2001 failliet ging.

## Loopbaan
Lernout is afgestudeerd als regent wiskunde. In 1987 werkte hij als verkoper bij het computerbedrijf Wang. Voordien had hij ook al bij Barco Graphics gewerkt. Samen met Pol Hauspie, die een eigen softwarebedrijfje runde, richtte hij dat jaar het spraaktechnologiebedrijf Lernout Speech Products op. Later werd ook Hauspie aan de naam toegevoegd en werd het bedrijf Lernout & Hauspie Speech Products (LHSP).
Samen met Hauspie bouwde Lernout het bedrijf verder uit en bracht het in 1995 naar de technologiebeurs NASDAQ. In 1996 werden ze door de lezers van het financieel-economisch weekblad Trends verkozen tot Vlaams Manager van het Jaar. Eind 1999 werden ze door de economische redactie van De Standaard na Paul Janssen en Lieven Gevaert uitgeroepen tot derde Vlaamse ondernemer van de eeuw.
In 2000 kwam Lernout & Hauspie door onderzoeken van The Wall Street Journal over het frauduleus opsmukken van de omzet in de problemen. Lernout nam samen met Hauspie ontslag als voorzitter van de raad van bestuur. Hij bleef als technologiespecialist wel nog lid van de raad van bestuur tot begin 2001. In april dat jaar werd hij beschuldigd van fraude en door de onderzoeksrechter aangehouden.
In 2007 verscheen Lernout voor de rechtbank op basis van verschillende beschuldigingen. Op dit proces voerde hij als verdediging dat hij verantwoordelijk was voor de technologie en niet voor de financiën. In 2010 werd hij net als zijn kompaan Pol Hauspie veroordeeld voor fraude en corruptie. Hij zat zijn straf uit in huisarrest.
Na het faillissement deed hij verschillende mislukte pogingen om nieuwe bedrijven van de grond te krijgen. Bijvoorbeeld een bedrijf voor speelgoedrobot-cavia's,, een chocoladebedrijf genaamd "Annie's Belgian Chocolate" op de Filipijnen, en MiaMia, een mobiele informatie-assistent, werden geen succes.

## Media
Tv-productiehuis Woestijnvis heeft een documentaire gemaakt over Lernout met de titel The Jo Lernout Case.
In 2019 verscheen Lernout in het eerste seizoen van de docureeks Don't worry be happy.

## Privé
Lernout is twee keer in het huwelijk getreden. Uit het eerste huwelijk heeft hij twee zonen. Uit het tweede huwelijk een dochter.